# 20362 Trilling
20352 Pinakibose è un asteroide della fascia principale. Scoperto nel 1998, presenta un'orbita caratterizzata da un semiasse maggiore pari a 2,3265885 UA e da un'eccentricità di 0,0454091, inclinata di 6,14978° rispetto all'eclittica.
L'asteroide è dedicato all'astronomo statunitense David E. Trilling.